# Breck

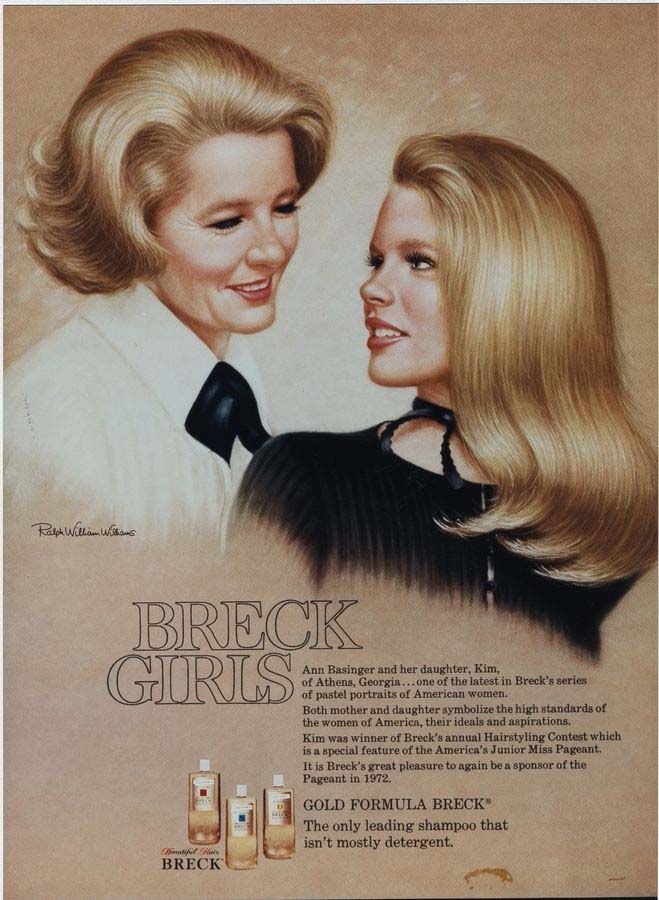
Kim Basinger e sua mãe Ann Basinger para Breck Shampoo, 1972

Breck ou Breck Shampoo é uma marca de champô norte-americana conhecida pelas suas campanhas de publicidade das modelos Breck Girls nos Estados Unidos.

## História
A Breck Shampoo foi fundada em 1930 por John H. Breck (5 de Junho de 1877 – Fevereiro de 1965) de Springfield, Massachusetts founde. Em 1936, o seu filho Edward J. Breck (1907 - 1993) assumiu a gestão do negócio e contratou o publicitário Charles Gates Sheldon (1889 – 1961) para criar desenhos de mulheres para os anúncios. Ele criou imagens românticas de beldades femininas e puras, preferindo a mulher real do que modelos profissionais.
Em 1957, Ralph William Williams sucedeu a Sheldon e mudou o estilo da campanha, preferindo utilizar modelos profissionais na publicidade. Os anúncios eram publicados regularmente em revistas, como Ladies Home Journal, Woman's Home Companion, Seventeen, Vogue, Glamour e Harper's Bazaar, muitas vezes na contra-capa.
- 1963 - A Breck foi vendida à divisão da Shulton da American Cyanamid, uma empresa de químicos de New Jersey.
- 1990 - Breck foi vendida à empresa Dial Corporation.
- 2006 - Breck foi adquirida pela Dollar Tree, de Chesapeake, Virginia. Continua a vender a sua variedade de champôs, juntamente com essências para banho numa variedade de fragrâncias, como "Lavender Lily" (2006) e "Vanilla Melon" (2007).

## ModelosBreck
As modelos Breck Girls constam nos arquivos históricos da publicidade existentes no "Museu Nacional Smithsonian da História Americana".
- 1937 Roma Whitney Armstrong (primeira Breck Girl, com 17 anos)
- 1937 Anya Taranda (1915-1970)
- 1948 Marylin Skelton
- 1968 Cheryl Tiegs
- 1968 Cybill Shepherd
- 1971, 1973 Jaclyn Smith
- 1972, 1974 Kim Basinger
- 1974 Brooke Shields
- 1976 Erin Gray
- 1981 Christie Brinkley